# 无芒薹草
无芒薹草（学名：Carex earistata）为莎草科薹草属的植物，为中国的特有植物。分布在中国大陆的甘肃省等地，生长于海拔2,200米的地区，一般生长在水边，目前尚未由人工引种栽培。